# 拉多薩夫·佩特羅維奇
拉多薩夫·佩特羅維奇（1989年3月8日—）是一位塞爾維亞足球運動員，在場上的位置是防守型中場。現效力於西乙球隊薩拉戈薩。